# 神様なんかくそくらえ
『神様なんかくそくらえ』（かみさまなんかくそくらえ、Heaven Knows What）は、2014年のアメリカ合衆国のドラマ映画。主演を務めたアリエル・ホームズの実体験に基づいており、麻薬中毒の若者たちの姿を描いている。第27回東京国際映画祭にて東京グランプリと最優秀監督賞を獲得した。

## あらすじ
ニューヨーク市の路上で暮らすハーリー（アリエル・ホームズ）は、恋人のイリヤ（ケイレブ・ランドリー・ジョーンズ）への愛を証明するために、彼の目の前で手首を切り、自殺を試みる。ハーリーは病院へ運ばれて行くが、救急車に同乗していたイリヤは、病院に到着するなり、彼女を置いて立ち去ってしまう。ハーリーは精神病棟へ入院する。
退院したハーリーは、友人のスカリー（ネクロ）に迎えられる。ハーリーの身を心配するスカリーは、イリヤと別れるよう彼女に促す。ハーリーはスカリーの言葉を聞き入れようとせず、麻薬の売人であるマイク（バディ・デュレス）に会い、麻薬を手に入れる。ハーリーとマイクの仲睦まじげな姿を見たスカリーは、ハーリーとの口喧嘩の果てに、彼女のもとを去って行く。
マイクと一夜を共にしたハーリーは、やがて彼との共同生活を始める。物乞いや万引きをして日々を過ごしていたハーリーは、街角でイリヤと再会する。マイクとイリヤは、白昼の公園で決闘を繰り広げる。腕力でマイクに劣るイリヤは、剃刀を組み合わせて作られた手裏剣を投げつけて、マイクに傷を負わせる。ハーリーは、マイクの傷の手当てをしながら、それでもイリヤを愛しているのだとマイクに告げる。
ある夜、ハーリーは友人からの電話を受けて、ファストフード店に駆けつける。そこには、麻薬の過剰摂取によってトイレの床に横たわるイリヤの姿があった。ハーリーが人工呼吸をおこなった末、イリヤは意識を取り戻す。
再び恋人同士となったハーリーとイリヤは、マイアミ行きのバスに乗り込む。しかし、眠りについたハーリーを置いて、イリヤは途中でバスを降りる。空き家に侵入したイリヤは、そこで寝泊まりするが、彼が眠っているあいだに蝋燭の火が引火する。イリヤは全身を火に包まれて倒れ落ちる。
バスの中で目覚めたハーリーは、イリヤの姿が見当たらないことに気づき、狼狽する。彼女はバスを降りて、ニューヨークの街へ戻る。ハーリーがファストフード店に入ると、そこではマイクが仲間たちに自慢話を聞かせていた。離れた席に座るハーリーは、その様子を無言で見ているのであった。

## キャスト
- ハーリー - アリエル・ホームズ
- イリヤ - ケイレブ・ランドリー・ジョーンズ
- マイク - バディ・デュレス
- スカリー - ネクロ

## 上映
2014年8月29日、第71回ヴェネツィア国際映画祭にてプレミア上映された。2015年5月29日、アメリカ合衆国で一般公開された。

## 評価
Metacriticでは、22件のレヴューで平均値は75点だった。Rotten Tomatoesでは、56件のレヴューで支持率は84%、平均値は7.6点だった。
本作に5点満点を与えた『The Guardian』のジョーダン・ホフマンは、アリエル・ホームズの演技を高く評価し、「その口調はリンダ・マンズのようであり、その力強さはジョン・カサヴェテスの最良の映画におけるジーナ・ローランズのようである」と評している。

### 受賞
| 年   | 映画賞                                   | 賞                   | 対象                                   | 結果       |
| ---- | ---------------------------------------- | -------------------- | -------------------------------------- | ---------- |
| 2014 | 第27回東京国際映画祭                     | 東京グランプリ       |                                        | 受賞       |
| 2014 | 第27回東京国際映画祭                     | 最優秀監督賞         | ジョシュア・サフディ、ベニー・サフディ | 受賞       |
| 2015 | 第25回ゴッサム・インディペンデント映画賞 | 作品賞               |                                        | ノミネート |
| 2015 | 第25回ゴッサム・インディペンデント映画賞 | ブレイクスルー演技賞 | アリエル・ホームズ                     | ノミネート |